# Barkenholm
Barkenholm ist eine Gemeinde im Kreis Dithmarschen in Schleswig-Holstein.

## Geografie

### Geografische Lage
Das Gebiet der Gemeinde Barkenholm erstreckt sich in der Landschaft des Naturraums Heide-Itzehoer Geest (Haupteinheit Nr. 692) an der Broklandsau.

### Ortsteile
Im Gemeindegebiet von Barkenholm bestehen neben diesem Dorf auch die Häusergruppen Berg (54,2243° N, 9,1822° O), Stüv (54,24° N, 9,1702° O) und
Voßberg (54,23935° N, 9,17599° O) als weitere Wohnplätze.

### Nachbargemeinden
Nachbargemeinden sind im Uhrzeigersinn im Norden beginnend die Gemeinden Linden, Tellingstedt (Exklave Rederstall) und Gaushorn, die Stadt Heide sowie die Gemeinden Süderheistedt und Norderheistedt (alle im Kreis Dithmarschen).

## Geschichte
Erstmals schriftlich erwähnt wurde die Gemeinde als deme dorpe Birkenholm in einer Klageschrift der Dithmarscher gegen den Schauenburger Grafen Adolf VIII. Bei seinem letzten gescheiterten Eroberungszug soll er in der Gemeinde einen Schaden von 800 Mark angerichtet haben.
Die Gemeinde war landwirtschaftlich geprägt. 1560 gab es acht Bauern, die Roggen, Hafer und Buchweizen anbauten. Eine Karte von 1775 zeigt, dass nur die Geestgebiete bewirtschaftet wurden; die große Moor-, Wald- und Knickbereiche lagen brach. Als im 19. Jahrhundert die Moore urbar gemacht wurden, entwickelte sich kurzzeitig eine Ziegelindustrie. Von 1807 bis in die 1960er-Jahre beherbergte Barkenholm eine einklassige Volksschule.
Am 1. April 1934 wurde die Kirchspielslandgemeinde Hennstedt aufgelöst. Alle ihre Dorfschaften, Dorfgemeinden und Bauerschaften wurden zu selbständigen Gemeinden/Landgemeinden, so auch Barkenholm.
Heute arbeiten in der Gemeinde noch vier Bauern; Handel und Industrie sind schon lange verschwunden.

## Politik

### Gemeindevertretung
Die letzte Kommunalwahl fand am 14. Mai 2023 statt. Bei  dieser haben Kandidaten der örtlichen „Wählergemeinschaft Barkenholm“ (WGB) wiederholt alle sieben Sitze in der Gemeindevertretung inne.

### Wappen
Beschreibung des Wappens: „Von Gold und Grün durch einen blauen und silbernen Wellenbalken schräglinks geteilt, oben ein grünes schräglinkes Birkenblatt mit Fruchtstand, unten sieben goldene 1 : 2 : 2 : 2 gestellte Ziegelsteine.“

## Wirtschaft und Infrastruktur
Von 1905 bis 1937 hatte der Ort einen Bahnanschluss mit der Kreisbahn Norderdithmarschen.